# 膦

膦基結構圖

膦是一個官能團，其有機化合物是指磷化氢分子中的氢原子部分或全部被烃基取代的一切衍生物。膦有时也专指磷化氢。

## 分类
- 将磷化氢与金属钠反应生成磷化氢钠，再与卤代烷反应生成一烷基取代产物，为一级膦，或称伯膦。
- 一级膦仍可与金属钠反应生成相应的钠盐，再与卤代烷反应可生成二级膦，或称仲膦。
- 三级膦，或称叔膦，可由三氯化磷与烃基锂或格氏试剂反应制得。